# عرس الأعلى (بني ضبيان)

تعديل مصدري - تعديل

عرس الأعلى هي إحدى قرى عزلة بني ضبيان بمديرية بني ضبيان التابعة لمحافظة صنعاء، بلغ تعداد سكانها 87 نسمة حسب تعداد اليمن لعام 2004.